# Marco Marinone
Marco Marinone (Milano, ... – Orvieto, 1465?) è stato un vescovo cattolico italiano.

## Biografia
Cittadino milanese come il suo predecessore nella sede vescovile di Alessandria Michele Mantegazza, figlio di Gherardo Marinone. Fu eletto vescovo della Chiesa alessandrina nel 1441 durante il pontificato di papa Eugenio IV.
Nulla si conosce della sua attività pastorale ad Alessandria tranne che il 1º giugno 1457 fu trasferito ad Orvieto.
Ad Alessandria ebbe come vicario generale, nel 1449, Galeotto Sacco, canonico della cattedrale. Alla morte di Sacco fu incaricato del vicariato Galvagno Firuffino, che ottenne nel 1458 da papa Callisto III, la commenda dell'abbazia di San Pietro in Bergoglio.
Morì ad Orvieto probabilmente nel 1465.